# Manuel Aaron
Manuel Aaron est un joueur d'échecs indien né le 30 décembre 1935.

## Biographie et carrière
Maître international en 1961, Manuel Aaron a remporté le championnat d'Inde à neuf reprises (en 1959, 1961, 1969, 1971, 1972, 1973, 1975, décembre 1976 et 1981).
Il a représenté l'Inde lors du tournoi interzonal de Stockholm en 1962 et lors de trois olympiades (en 1960, 1962 et 1964).
Il compte des victoires sur Max Euwe lors de l'olympiade d'échecs de 1960 et sur Portisch et Uhlmann lors de l'interzonal de 1962.